# Беннетт, Фредерик Дебелл
Фредерик Дебелл Беннетт (англ. Frederick Debell Bennett; 1806—1859) — английский врач и биолог, судовой хирург. Член Королевского колледжа хирургии (Royal College of Surgeons). 
В 1833—1836 годах совершил на китобойце Tuscan кругосветное путешествие, уделив особое внимание Океании. Целями были изучение китов, в том числе для нужд добычи спермацета, обследование новых и ещё недостаточно изученных земель и занятия натурализмом. Путешествие обернулось успехом, продлившись 3 года и 24 дня, причём без человеческих потерь, что в те времена было редкостью. Tuscan привёз домой в Англию 743 образца засушенных растений и 233 препарированных животных, многие из которых были редкими или вообще ранее неизвестными науке. После возвращения на родину Беннетт занимался медицинской практикой.
Описал ряд новых таксонов, например, Remora australis, серую глупую крачку и Cheilopogon nigricans. Ф. Д. Беннетт — автор труда Narrative of a Whaling Voyage Round the Globe, From the Year 1833 to 1836 (Лондон, 1840).